# NGC 4519
NGC 4519 (również PGC 41719 lub UGC 7709) – galaktyka spiralna z poprzeczką (SBcd), znajdująca się w gwiazdozbiorze Panny. Odkrył ją William Herschel 15 kwietnia 1784 roku. Należy do gromady w Pannie.